# Prosopocera arrowiana
Prosopocera arrowiana là một loài bọ cánh cứng trong họ Cerambycidae.